# زمین‌لرزه ۱۹۷۶ میلادی گواتمالا
زمین‌لرزه گواتمالا  در تاریخ ۴ فوریه ۱۹۷۶ میلادی، برابر با ‎۱۵ بهمن ۱۳۵۴، ساعت ۹:۰۱:۴۳ به زمان یوتی‌سی در گواتمالا رخ داد. ژرفای این زلزله ۱۲٫۷ کیلومتر بود. بزرگی آن ۷٫۵ در مقیاس Mw اعلام شده‌است. زمین‌لرزه به وقت محلی در روز چهارشنبه، ساعت ۳ روی داده و منطقه زمانی آن یوتی‌سی -۶ بوده‌است .
سازمان زمین‌شناسی آمریکا نیز رومرکز این زمین‌لرزه را در مختصات ۱۵°۱۹′۲۶″شمالی ۸۹°۰۶′۰۴″غربی / ۱۵٫۳۲۴°شمالی ۸۹٫۱۰۱°غربی و ژرفای آن را در ۵ کیلومتر گزارش کرده‌است. بزرگی برگزیدهٔ آن ۷٫۵ در مقیاس Mw بوده‌است. این سازمان، از دید اثر، در میان سه دسته‌بندی «نامحسوس»، «محسوس»، «زیان‌آور» یا «با تلفات»، زلزله را «با تلفات» اعلام کرده‌است.همه ساختمانهای خشتی، بالاتر از ۱۷۰۰ کیلومتر مربع در زمین‌لرزه خراب شده یا آسیب دیده است.
پروژهٔ «تنسور گشتاور مرکزوار» زاویه‌های (راستا، شیب، ریک) گسل سازندهٔ زمین‌لرزه و صفحه عمود بر آن را (°۲۵۴، °۷۳، °۱۰-) یا (°۳۴۷، °۸۰، °۱۶۲-) و نوع گسل را «امتدادلغز» فرارسانده‌است.
شمار کشتگان زلزله حدود ۲۲۷۷۸ نفر، زخمیان ۷۶۵۰۴ نفر و تعداد بی‌خانمان شدگان ۱۱۶۶۰۰۰ برآورد شده‌است.

## نگارخانه

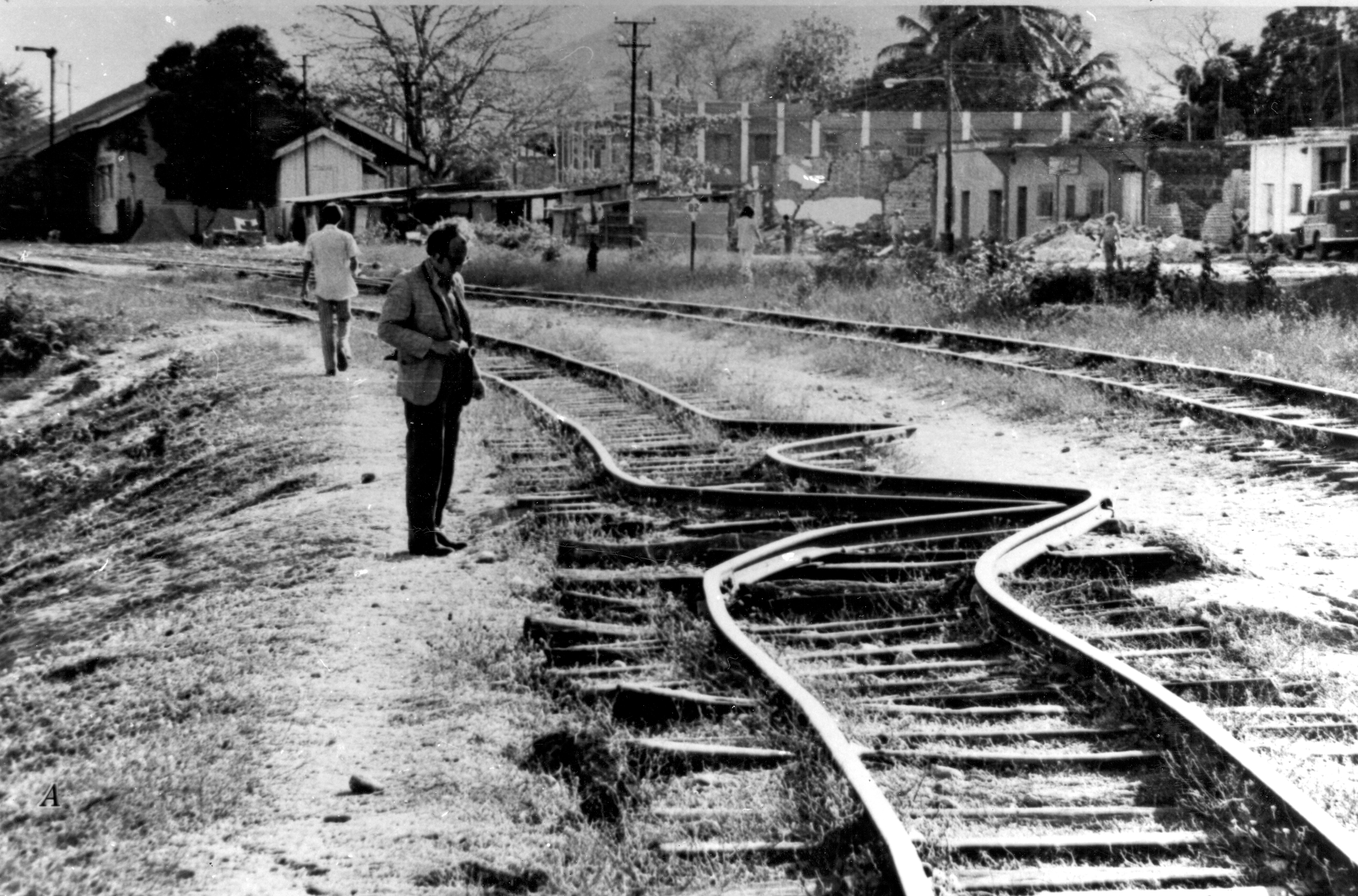
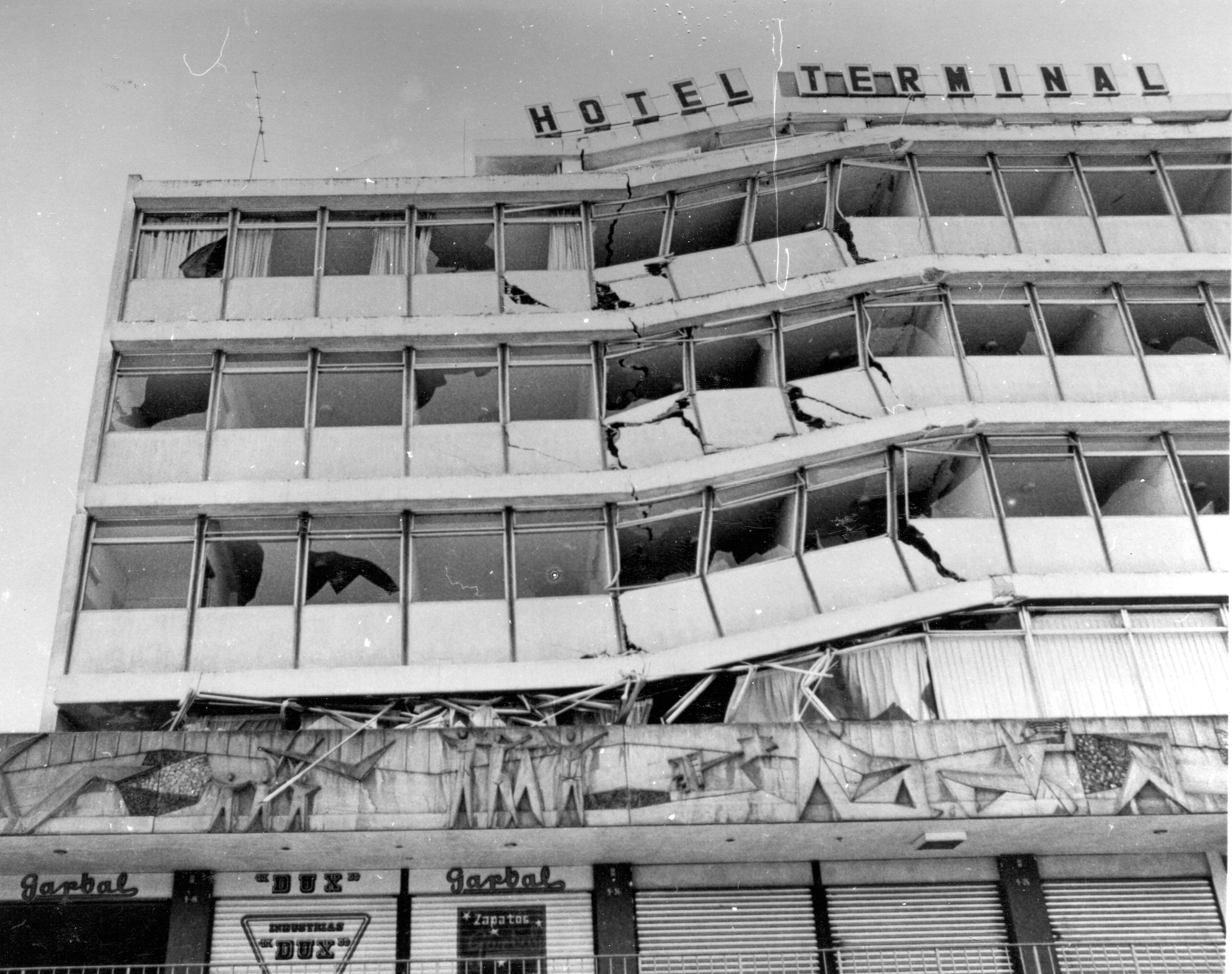
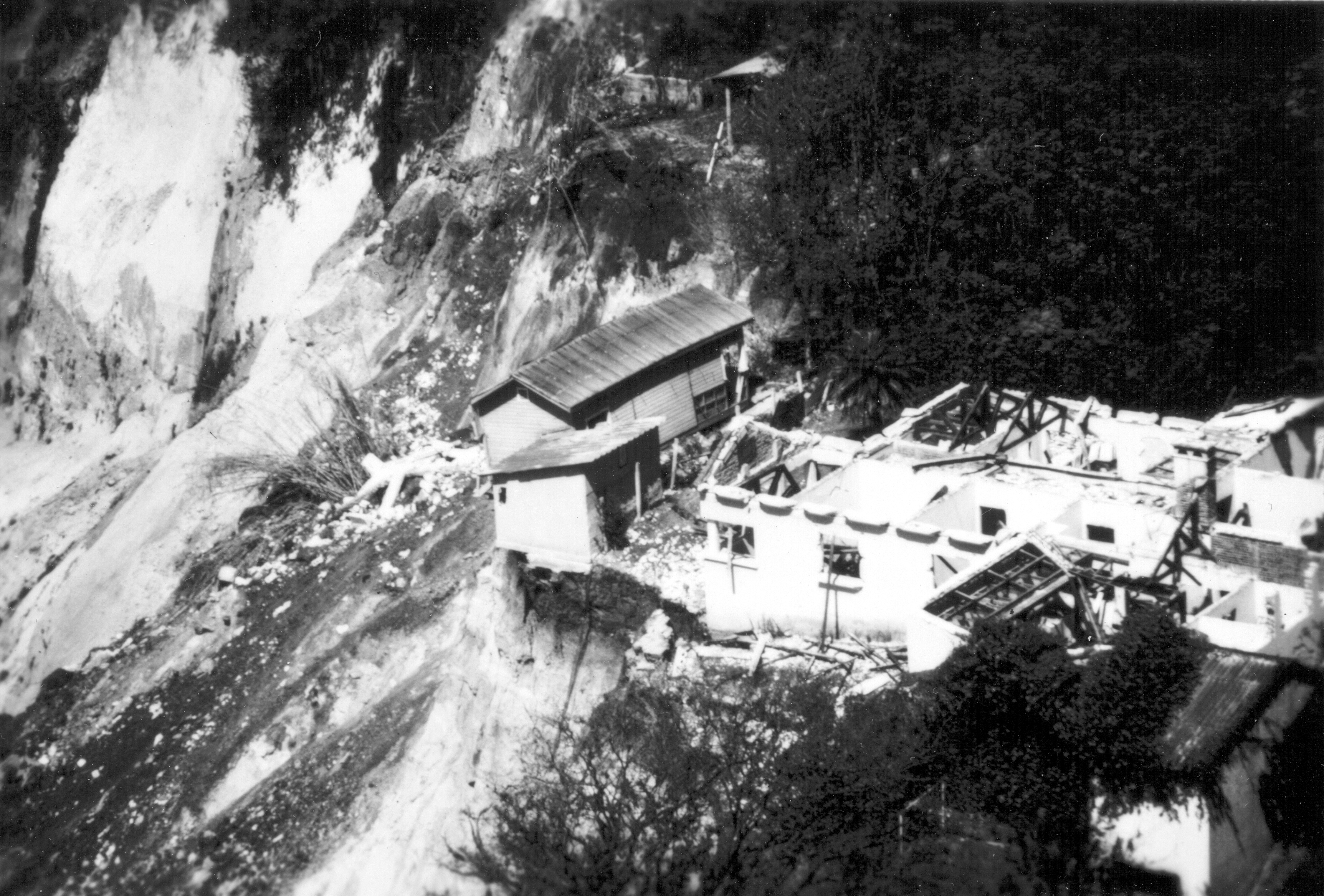
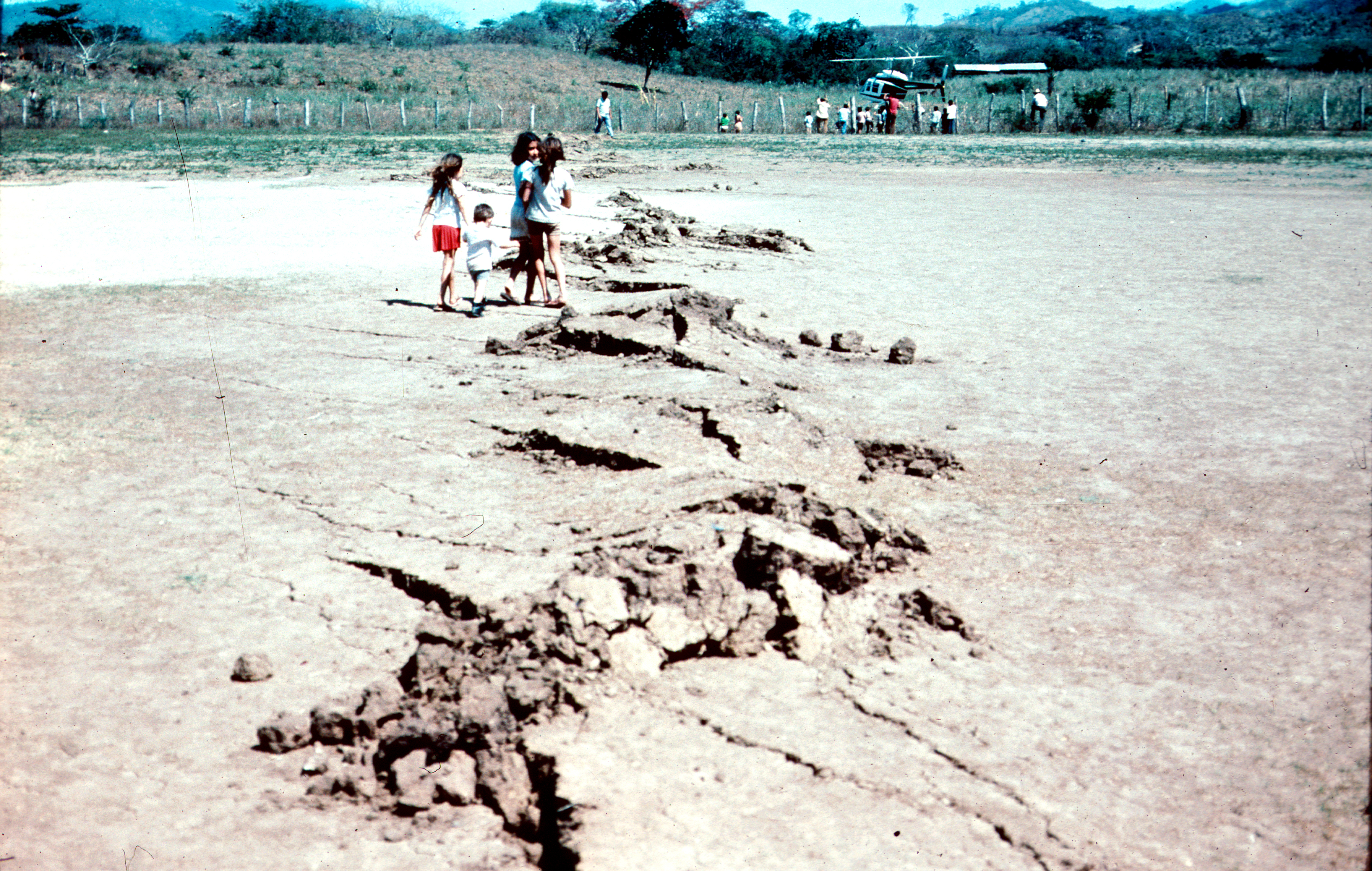
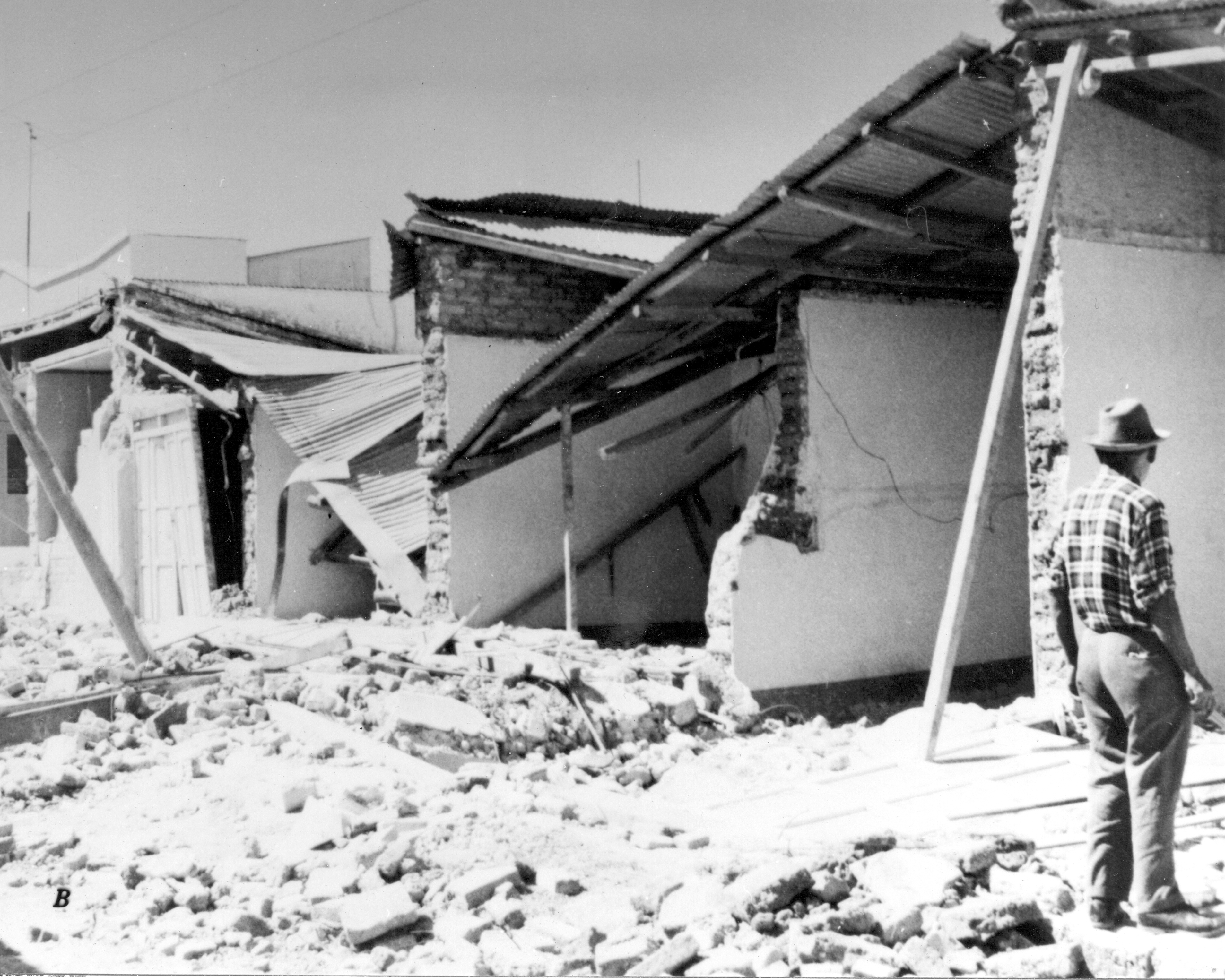